# Лобода міська
Лобода міська (Chenopodium urbicum) — вид трав'янистих рослин родини амарантові (Amaranthaceae), поширений у Євразії.

## Опис
Однорічна рослина 25–100 см заввишки. Листки зубчасті, трикутні або трикутно-списоподібні, злегка товстуваті, з легким сітчастим малюнком; навколоплідник тонко-плівчастий, густо вкритий короткими сосочками. Стебла підняті, прості або рідше розгалужені, гладкі. Листки неароматичні; черешок 1.5–3.5 см; листові пластини переважно трикутні або ромбічні в проксимальних листах, трикутні, ромбічні або ланцетні в дистальних, 3–11 × 3–10 см, верхівки від тупих до гострих, голі. Суцвіття — субкулясті кластери 2–3.5 см діаметром в термінальних волотях, та бічних колосах і складних колосах, 3–4.5(8) см; приквітки відсутні.

## Поширення
Вид поширений у Європі й Азії; інтродукований на сході Канади й США й іноді в інших частинах світу.
В Україні зростає при дорогах, біля парканів, у засмічених місцях — на всій території, звичайний вид, бур'ян.